# Агент Джонні Інгліш
«Агент Джонні Інгліш» (англ. Johnny English) — фільм англійського кінорежисера Пітера Хоуітта. Дата релізу: 6 квітня 2003 року.
У 2011 році вийшло продовження фільму — «Агент Джонні Інгліш: Перезапуск». Фільм вийшов у кінотеатральний прокат у США 18 липня 2003 року, отримав змішані відгуки критиків, але був комерційно успішним і зібрав 160 мільйонів доларів по всьому світу при бюджеті в 40 мільйонів доларів.

## Сюжет
Агент англійської розвідки Джонні Інгліш (Роуен Аткінсон), приставлений як охорона до головної реліквії країни — інкрустованої діамантами корони, не може перешкодити спритним грабіжникам вкрасти її прямо з-під власного носа. Але наш герой не здається і береться за розслідування, переконаний, що тут не обійшлося без участі французького бізнесмена Паскаля Саважа. Передчуття його не одурює — за всім стоїть саме Саваж, що виношує хитромудрий план стати королем Англії, щоб перетворити її на величезну в'язницю. Інгліш радий би перешкодити лиходієві, але його хронічна незграбність сильно ускладнює завдання.

## Актори
- Роуен Аткінсон — Джонні Інгліш
- Таша Де Васконцелос — графиня Олександра, екзотична жінка
- Бен Міллер — Боугх
- Грег Уайз — Перший агент
- Дуглас МакФерран — Карлос Вендета
- Стів Ніколсон — Дітер Клейн
- Теренс Харві — official at Funeral
- Кевін МакНаллі — прем'єр-міністр
- Тім Піготт-Сміт — «Пегас», керівник MI7
- Ніна Янг — секретарка «Пегаса»
- Роуленд Дейвіс — сер Ентоні Чевенікс
- Наталі Імбрулья — Лорна Кемпбелл
- Філіпп Фордхам — Snobby Woman
- Джон Малкович — Паскаль Саваж
- Тім Беррінгтон — Роджер
- Саймон Бернштейн — нападник
- Мартін Лоутон — водій катафалка
- Невілл Філліпс — священик
- Олівер Форд Дейвіс — архієпископ Кентерберійський
- Такуя Матсумото — офіціает у суші-барі
- Петер Тенн — клієнт у суші-барі
- Сем Бізлі — чоловік похилого віку
- Кевін Мур — доктор
- Фарук Пруті — охоронець, в якого вкололи сироватку правди
- Марк Денбьюрі — охоронець
- Джек Реймонд — офіціант
- Дженні Гелловей — міністр закордонних справ
- Хейлі Екерт — член струнного квартету
- Таня Девіс — член струнного квартету
- Еос Чатер — член струнного квартету
- Гай-Йї Вестерхофф — член струнного квартету
- Кріс Таррант — радіокоментатор
- Джеймс Грін — Шотландський єпископ
- Клів Грехем — Уельський єпископ
- Тревор МакДональд — диктор
- Клер Бекуів — Дівчина в таксі
- Джеймс Ембрі — помічник Саважа
- Пітер Хоуітт — людина на церемонії коронації
- Серена Лоріен — дівчина з прапором
- Лоуренс Річардсон — людина на церемонії коронації
- Яна Янезіс — секретарка Саважа

## Участь у кінофестивалях
- Номінація у категорії «Найкраща комедія» на фестивалі «British Comedy Awards» (2003).
- Номінація у категорії «Найкращий британський фільм» на фестивалі «Empire Awards» (2004).
- Номінація у категорії «Найкращий актор» (Роуен Аткінсон) на фестивалі «European Film Awards» (2003).
- Номінація у категорії «Найкраща комедія» на фестивалі «Golden Trailer Awards» (2004).